# Brewster (Waszyngton)
Brewster – miasto w Stanach Zjednoczonych, w stanie Waszyngton, w hrabstwie Okanogan.